# 河原田村 (三重県)
河原田村（かわらだむら）は三重県三重郡にあった村。現在の四日市市の南東部、鈴鹿川の下流左岸、関西本線・河原田駅の周辺にあたる。

## 地理
- 河川：鈴鹿川、内部川

## 歴史
- 1889年（明治22年）4月1日 - 町村制の施行により、川原田村・貝塚村・内堀村・川尻村・大治田村の区域をもって発足。
- 1954年（昭和29年）7月1日 - 四日市市に編入。同日河原田村廃止。

## 交通

### 鉄道路線
- 日本国有鉄道
  - 関西本線
    - 河原田駅

現在同駅に乗り入れている伊勢鉄道伊勢線は、当時は未開業。